# Campionato sudamericano di rugby 2001
Il campionato sudamericano di rugby 2001 (in spagnolo Sudamericano de Rugby 2001; in portoghese Campeonato Sul-Americano de Rugby de 2001) fu il 23º campionato continentale del Sudamerica di rugby a 15.
Si tenne, in forma itinerante, dal 6 ottobre al 24 novembre 2001 tra quattro squadre nazionali e fu vinto dall'Argentina per la ventiduesima volta, undicesima consecutiva.
Alla prima divisione, il Sudamericano "A", i campioni uscenti argentini parteciparono, come l'anno prima, con la nazionale A affidata ai tecnici Rafael Madero e Jorge Navessi e ai cui giocatori la U.A.R. non assegnò il cap internazionale; le altre tre squadre furono Cile, Uruguay e la vincente dello spareggio tra Brasile, campione del Sudamericano "B" precedente, e il Paraguay, che nel torneo "A" 2000 si era ritirato prima del suo inizio asserendo di non avere una squadra abbastanza competitiva.
Ad Asunción i paraguaiani vinsero 22-13 lo spareggio in gara unica lasciando il Brasile in seconda divisione; lo stesso Paraguay tuttavia terminò il campionato in ultima posizione senza vittorie.
Il torneo "B" fu disputato anch'esso senza sede fissa, e vinto a punteggio pieno dal Brasile, alla sua seconda vittoria di fila in tale divisione di campionato.
Il valore delle marcature, come stabilito dall’IRFB nel 1992, era: 5 punti per ciascuna meta (7 se trasformata), 3 punti per la realizzazione di ciascun calcio piazzato, idem per il drop.
Ai fini della classifica, invece, fu cambiato il numero dei punti assegnato a incontro: 3 per ogni vittoria, 2 ciascuno per il pari, 1 per la sconfitta e zero per il forfait di una squadra.

## Squadre partecipanti
| Sudamericano “A” | Sudamericano “B” |
| ---------------- | ---------------- |
| Argentina A      | Brasile          |
| Cile             | Colombia         |
| Paraguay         | Perù             |
| Uruguay          | Venezuela        |

## Sudamericano "A"

### Risultati
| Arbitro: | M. Cesarsky |

|                                                                   |      |        |
| Bono Costabile Grille Ibarra Lapetina Pagani Pérez Sierra tecnica | mt   | Boccia |
| Menchaca (7)                                                      | tr   |        |
| Menchaca                                                          | c.p. | Hoppe  |

| Arbitro: | Santiago Borsani |

|                        |      |          |
| Costabile (2) Menchaca | mt   | Pizarro  |
| Menchaca               | tr   | Gonzalez |
| Menchaca (3)           | c.p. |          |

| Santiago del Cile 27 ottobre 2001 | Cile | 48 – 0 referto | Paraguay | Centro de Alto Rendimiento |

| Asunción 10 novembre 2001 | Paraguay              | 19 – 65 | Argentina A | Collegio San José\| Arbitro: \| Ricardo Ponce de León \| |
| Arbitro:                  | Ricardo Ponce de León |         |             |                                                          |

| Santiago del Cile 17 novembre 2001                                          | Cile | 23 – 42 referto                            | Argentina A | Centro de Alto Rendimiento |
| mt Scarpatti (2) Légora Leonelli Cora Nannini tr Bustos (3) c.p. Bustos (2) |      |                                            |             |                            |
|                                                                             |      |                                            |             |                            |
|                                                                             | mt   | Scarpatti (2) Légora Leonelli Cora Nannini |             |                            |
|                                                                             | tr   | Bustos (3)                                 |             |                            |
|                                                                             | c.p. | Bustos (2)                                 |             |                            |

| Arbitro: | Manuel Toledo |

| |      |              |
| Nannini 6’, 77’ Cornella 15’, 40’ Sambucetti 45’ Scarpatti 55’ Gómez Cora 56’, 80’ Schusterman 62’ | mt   | 56’ Sanabria |
| Bustos 6’, 40’ Cilley 55’, 56’, 77’, 80’                                                           | tr   | 56’ Menchaca |
| Bustos 4’, 29’                                                                                     | c.p. |              |

### Classifica
| Pos | Squadra     | G | V | N | P | PF  | PS  | DP   | Pt |
| --- | ----------- | - | - | - | - | --- | --- | ---- | -- |
| 1   | Argentina A | 3 | 3 | 0 | 0 | 170 | 49  | +121 | 9  |
| 2   | Uruguay     | 3 | 2 | 0 | 1 | 95  | 78  | +17  | 7  |
| 3   | Cile        | 3 | 1 | 0 | 2 | 78  | 68  | +10  | 5  |
| 4   | Paraguay    | 3 | 0 | 0 | 3 | 27  | 175 | −148 | 3  |

## Sudamericano "B"

### Risultati
| Data       | Incontro             | Risultato | Sede      |
| ---------- | -------------------- | --------- | --------- |
| 6-10-2001  | Venezuela ― Colombia | 55–0      | Caracas   |
| 13-10-2001 | Venezuela ― Perù     | 46–19     | Caracas   |
| 27-10-2001 | Brasile ― Perù       | 51–9      | Varginha  |
| 3-11-2001  | Colombia ― Brasile   | 12–44     | Bogotà    |
| 17-11-2001 | Perù ― Colombia      | 31–10     | Lima      |
| 17-11-2001 | Brasile ― Venezuela  | 14–3      | San Paolo |

### Classifica
|  | Classifica | G | V | N | P | P+  | P-  | diff. | PT |
|  | ---------- | - | - | - | - | --- | --- | ----- | -- |
|  | Brasile    | 3 | 3 | 0 | 0 | 109 | 24  | +85   | 9  |
|  | Venezuela  | 3 | 2 | 0 | 1 | 104 | 33  | +71   | 7  |
|  | Perù       | 3 | 1 | 0 | 2 | 59  | 107 | -48   | 5  |
|  | Colombia   | 3 | 0 | 0 | 3 | 22  | 130 | -108  | 3  |